# Efren Ramirez
Efren Ramirez (Los Angeles, 2 de outubro de 1973) é um ator estadunidense, mais conhecido por interpretar Pedro Sánches no filme Napoleon Dynamite em 2004. Em 2012 repetiu seu papel na série animada de mesmo nome.

## Biografia
Efren Ramirez nasceu em Los Angeles, Califórnia, em uma família de quatro irmãos sendo um deles gêmeo com Ramirez. Com o dinheiro que ganhou no filme Napoleon Dynamite, comprou uma casa para seus pais.

## Carreira
Ramirez já atuou em vários filmes, entre eles Napoleon Dynamite como Pedro Sánches, Employee of the Month junto dos atores Dane Cook, Jessica Simpson e Dax Shepard, American Summer ao lado do ator Matthew Lillard e também já trabalhou junto de Jason Statham no filme Adrenalina e Adrenalina 2: Alta voltagem (No primeiro filme com Kaylo e no segundo como seu irmão gêmeo Venus).
Logo após o sucesso de Napoleon Dynamite, um grupo musical chamado G. Love and Special Sauce perguntou à Efren se ele gostaria de aparecer em seu vídeo clipe da música "Booty Call". Em 2005 participou de um vídeo clipe da cantora Ashlee Simpson intitulado " Boyfriend ". Ainda em 2005 Ramírez fez uma aparição em um episódio da série televisiva George López do canal americano ABC. No episódio, apareceu vestindo uma T-shirt semelhante à camisa que Jon Heder usa no filme Napoleon Dynamite, na camisa estava os dizeres: "Voto em Pedro". Em 2007 Ramírez apareceu como juri na oitava temporada do programa America's Next Top Model .
Ramírez fez várias aparições ao longo de sua carreira. Em King Cobra, ele interpretou um adolescente jogando um jogo de esconde-esconde com sua namorada (retratado pela mulher de Ramirez Iyari Limon ). Mais tarde, eles acabam como presa para o antagonista do título.
Ele foi co-fundador da Powerhouse Pictures Entertainment LLC com Chris Barrett , e também foi co-autor do livro "Dirija sua própria vida: Como ser uma estrela em qualquer campo que você escolher" publicado em 10 de Junho de 2008 pela editora Kaplan Publishing.

## Vida pessoal
Em 1998, Efren casou-se com a atriz Iyari Limon . Um ano depois os dois se divorciaram.
Ramírez também é conhecido como DJ e já passou por mais de cinquenta cidades pelos cinco continentes onde tem realizado seu trabalho. Seus sets incluem uma variedade de músicas que vai do hip hop, funk, disco, ao hard house . Sua empresa de produção chamada "Nocturnal Rampage" lança um evento musical  a cada verão em Austin.

## Filmografia
| Ano  | Filme                                     | Personagem               | Notas         |
| ---- | ----------------------------------------- | ------------------------ | ------------- |
| 1994 | Tammy and the T-Rex                       | Pizza Boy                |               |
| 1995 | Jury Duty                                 | Empregado pirata de Pete |               |
| 1996 | Kazaam                                    | Carlos                   |               |
| 1998 | Melting Pot                               | Miguel Álvarez           |               |
| 1999 | King Cobra                                | Menino adolescente       |               |
| 2000 | Rave                                      | Bookie                   |               |
| 2001 | Delivering Milo                           | Street Hustler           | Não creditado |
| 2004 | Napoleon Dynamite                         | Pedro Sánchez            |               |
| 2004 | Just Hustle                               | Street Connection        |               |
| 2006 | Tomorrow's Yesterday                      | Ron                      |               |
| 2006 | Gettin' Some Jail Time                    | Pico                     |               |
| 2006 | Crank                                     | Kaylo                    |               |
| 2006 | Employee of the Month                     | Jorge                    |               |
| 2007 | Moola                                     | Hector                   |               |
| 2007 | Crossing the Heart                        | Jesus                    |               |
| 2009 | Ratko: The Dictator's Son                 | Ratko Volvic             |               |
| 2009 | American Summer                           | Hector                   |               |
| 2009 | Gamer                                     | DJ Twist                 |               |
| 2009 | Crank: High Voltage                       | Venus/Kaylo              |               |
| 2010 | When in Rome                              | Juan                     | Não creditado |
| 2011 | The Pool Boys                             | Hector                   |               |
| 2012 | Casa de mi padre                          | Esteban                  |               |
| 2014 | School Dance                              | El Matador               |               |
| 2016 | Varsity Punks                             | Coach Menlo              |               |
| 2016 | Middle School: The Worst Years of My Life | Gus                      | Filmando      |

## Televisão
| Ano        | Título                                   | Personagem                                        | Notas                                                  |
| ---------- | ---------------------------------------- | ------------------------------------------------- | ------------------------------------------------------ |
| 1996       | Relativity                               | Xavier                                            | Episódio: "No Job Too Small"                           |
| 1997       | Dangerous Minds                          | Nutty                                             | Episódio: "The Feminine Mystique"                      |
| 1997       | Nothing Sacred                           | Guillermo                                         | Episódio: "A Bloody Miracle"                           |
| 1999       | Ryan Caulfield: Year One                 | Juan                                              | Episódio: "Nocturnal Radius"                           |
| 1999       | Chicken Soup for the Soul                | Paco                                              | Episódio: "Paco Come Home"                             |
| 2000       | Missing Pieces                           | Renaldo                                           | Filme para TV                                          |
| 2000, 2001 | Boston Public                            | Amaad Wilkens                                     | Episódio: "Chapter Six" Episódio: "Chapter Twenty-Two" |
| 2000, 2001 | Even Stevens                             | Scrub Patrol                                      | Episódio: "Scrub Day" Episódio: "Easy Crier"           |
| 2003       | Judging Amy                              | Ricky Diaz                                        | Episódio: "Picture of Perfect"                         |
| 2003       | ER                                       | Jimmy                                             | Episódio: "Death and Taxes"                            |
| 2004       | The District                             | Fernando Guttierez                                | Episódio: "Ten Thirty-Three"                           |
| 2005       | George Lopez                             | The new class treasurer (parody of Pedro Sánchez) | Episódio: "George's Extreme Makeover-Holmes Edition"   |
| 2005       | Robot Chicken                            | Pedro Sanchez/Domino's Pizzaman                   | Voz Episódio: "The Black Cherry"                       |
| 2006       | Walkout                                  | Bobby Verdugo                                     | HBO Filme para TV                                      |
| 2006       | All You've Got                           | Carlos                                            | MTV Filme para TV                                      |
| 2006       | MADtv                                    | Vários personagens                                | Episódio: 12.3                                         |
| 2007       | El Tigre: The Adventures of Manny Rivera | El Cucharón                                       | Voz Episódio: "The Bride of Puma Loco"                 |
| 2007       | American Dad!                            | Paco                                              | Episódio: "American Dream Factory"                     |
| 2007       | Celebrity Rap Superstar                  | Ele mesmo                                         |                                                        |
| 2007       | Scrubs                                   | "Caramel Bear" Ricky                              | Episódio: "My Growing Pains"                           |
| 2010       | Eastbound & Down                         | Catuey                                            | 2ª Temporada                                           |
| 2012       | Napoleon Dynamite                        | Pedro Sánchez                                     | Voz                                                    |
| 2015       | Constantine                              | Julio                                             | Episódio: "The Saint of Last Resorts: Part 2"          |
| 2016-      | Bordertown                               | Ruiz Gonzalez                                     | Voz                                                    |